# HD75001
HD75001 — хімічно пекулярна зоря спектрального класу A5, що має видиму зоряну величину в смузі V приблизно  6,8.
Вона  розташована на відстані близько 387,4 світлових років від Сонця.